# 녹귀인 육씨
녹귀인 육씨(중국어: 祿貴人 陸氏, 생년미상 - 1788년)는 건륭제의 귀인이다. 생부는 아직 알려지지 않았으나, 원래 소주 한족 민인으로, 사후에 가족은 양황기 포의 제5참령 제10관령에 들어갔다. 

## 생애
육씨의 생년은 정확히 알 수 없으나, 생일은 9월 23일이다.
건륭 25년 11월 14일에 육씨가 처음에는 녹상재로 봉해졌다. 건륭제 말년에 일찍이 「乾隆三十年以前内庭嬪御尚有由南方□進一二人者」라며 남방 관리들이 건륭제에게 보낸 이들 여성에는 육씨도 포함됀 것으로 보인다.
건륭 40년 3월 22일, 상재의 지위로 있은지 14년이 된 육씨는 비로소 같은 한족 출신의 명상재와 함께 진봉하여, 육씨는 녹귀인이 되었다.
건륭 41년 초만 해도, 귀인 자리에 오른 후비는 3명, 수개월 뒤의 청궁 기록물에는 귀인이 2명뿐이었다. 이 기록으로 보아, 녹귀인은 그 해 정월에서 6월 사이에 녹상재로 강등된 것으로 보인다.
건륭 43년 7월 8일, 녹귀인에게 은 150냥을 상록하여, 일찍 생일 상은을 주었다.
건륭 44년 5월 1일, 녹귀인에게 은 150냥을 상록하여, 일직 생일 상은을 주었다.
건륭 48년 이후, 녹귀인은 한때 기허담궐(氣虛痰厥)로 인해 인사불성이 되었고, 기진맥지하여, 또한 오랜 세월 동안 무기력증에 시달려 왔으며, 손발이 옆으로 돌아 굽어 뻗을 수 없고, 몸이 아프고, 땀이 나며, 경맥을 영영양할 수 없었다. 그 병은 수년 동안 지속되어, 감기에 걸리기 쉬웠는데, 건륭 54년 윤5월 5일에 이르러서는 "맥식폭폐, 정신이 혼미하고, 가래가 막혀서 급히 통관산, 우황청심환, 성향담탕, 십향환혼당의 약을 썼다" 라는 기록이 있다.
건륭 56년 12월 12일, 녹귀인의 채관을 청동릉으로 이장하였고, 12월 17일, 녹귀인의 채관에 다음날 입관하여 제례를 거행하였으며, 12월 18일, 순귀인과 함께 청동릉의 유릉비원침에 묻혔다.

## 가족
녹귀인의 가족은 평소에 꽤 본분을 지키는 집이었다. 건륭 43년, 건륭제는 서문에 「육상재에게 친척이 있던 없던, 정착 방법을 결정해야하며, 자리를 잃거나 문제를 야기하지 않아야 한다(陸常在有無親屬，酌量安頓，既不可使之失所，亦不可至令招搖滋事)」라 썼다. 서문이 조사를 위해 소주로 돌아간 후, 다음과 같이 「육상재는 현재 친모인 무씨와, 시집간 장녀와 조카딸 셋이 살고 있다. 이 밖에 친척도 없고, 평소에 조용하다」 라 썼고, 건륭제에게 "상후 45년 동안 남방 순찰을 다녀야 노예가 전담자가 되어 절대로 구걸을 시키지 않을 것"이라고 장담했다. 녹귀인 가족은 건룽 54년 10월 9일에 입기하였다.
- 친모 : 무씨 (繆氏)
- 동복자매 : 원피갑인 주삼의 아내
- 외조카 : 주발, 주욱, 피갑인
- 외조카손자 : 주녕하, 피갑인 : 주장하, 주태하, 유정